# 全国競馬産業労働組合連合会
全国競馬産業労働組合連合会（ぜんこくけいばさんぎょうろうどうくみあいれんごうかい、略称：全国競馬連合（ぜんこくけいばれんごう））は、日本の産業別労働組合である。日本労働組合総連合会（連合）に加盟している。

## 概要

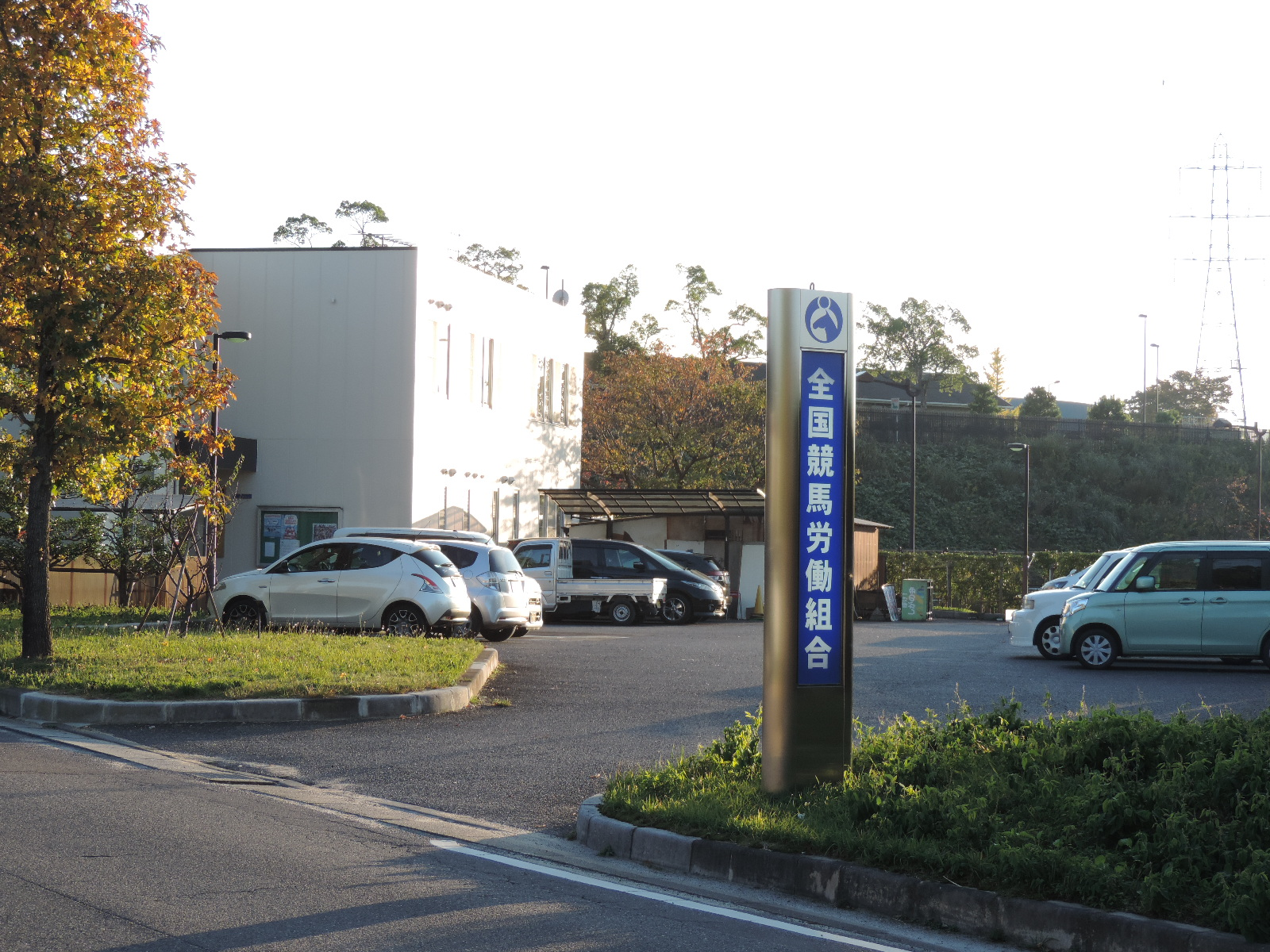
本部。2017年撮影

中央競馬及び地方競馬場の厩舎で働く労働者を中心に組織している労働組合である。

## 加盟組合
全国競馬産業労働組合連合会には、8組合が加盟している。
- 東日本公営競馬ユニオン
- 日本中央競馬関東TC労働組合
- 全国競馬労働組合
- 日本中央競馬調教助手組合
- 大井競馬厩務員労働組合
- 浦和競馬厩務員労働組合
- 東海地方競馬厩務員労働組合
- 西日本公営競馬ユニオン